# Institut pour la justice
Pour les articles homonymes, voir IPJ.
L’Institut pour la justice (IPJ) est un think tank classé à droite, voire à l'extrême droite, qui milite essentiellement dans le domaine de la justice. Fondé en 2007, l'Institut s'est fait connaître par la diffusion de pétitions, notamment son « Pacte 2012 pour la Justice », qui a été remarqué à l'automne 2011.
L'association défend une vision de la société à la fois conservatrice et économiquement libérale.

## Présentation

### Orientation politique
L'association est considérée par plusieurs médias comme étant « plutôt classée à droite », ou « très à droite » et ayant des experts connus comme « de droite ». À ses débuts, le journal Libération soulignait que certains députés de gauche et le Syndicat de la magistrature, lui-même classé à gauche, la qualifiaient « d'association d'extrême droite ». Le Syndicat de la magistrature a d'ailleurs émis en 2009 un communiqué classant les thèses de l'Institut pour la Justice comme inspirées par l'extrême droite. En 2013, le secrétaire général de l'Institut pour la Justice se retrouve sur le « mur des cons » du Syndicat de la magistrature.
Depuis, certains journaux comme Rue89 et La Croix considèrent l'IPJ comme proche du parti Les Républicains (anciennement UMP). 
Virginie Valton, vice-présidente de l'Union syndicale des magistrats, considère que les propositions de l'Institut pour la Justice « se situent entre la droite populaire et le Front national ».   
En 2013, l'Institut pour la Justice est considéré comme une « association conservatrice par la majorité » parlementaire.
En 2014, Le Figaro Magazine, dans un article sur les inquiétudes suscitées par la réforme pénale, qualifie l'Institut pour la Justice de « Think tank de tendance conservatrice ».
L'avocat et blogueur Maître Eolas conteste les objectifs de l'Institut en y voyant « une simple association de 1901 essayant de promouvoir des thèses ultra-répressives sous un vernis pseudo-scientifique ». Ce point de vue est partagé par Maître Antonin Le Corno qui qualifie l'association de « groupe de pression qui n'est pas apolitique et qui fait du lobbying pour imposer des points de vue très réactionnaires ». D'après lui, les vrais objectifs de l'Institut seraient d'aboutir « à moins de garanties procédurales et à plus de répression. »
En 2022, l'association est décrite comme proche d'Éric Zemmour par BFM TV. Le 20 octobre, des journalistes sont pris à partie lors d'un rassemblement à Paris organisé par l'Institut pour la Justice en réaction au meurtre de Lola. En présence d'élus du parti Reconquête ou du mouvement antivax et de Florian Philippot, de nombreux slogans d'extrême droite sont entonnés.
En 2025 selon Blast, elle travaille main dans la main avec les députés du Rassemblement National.

### Organisation
Les actions de l'Institut pour la Justice sont menées, en 2011, par une équipe de cinq salariés permanents..
L'association revendique 40 000 donateurs.

## Présidents
L'association est fondée en avril 2007 par Marie-Laure Jacquemond et son mari, Vincent Laarman. Marie-Laure Jacquemond est la première présidente jusqu'en 2009, date à laquelle elle cède sa place à Catherine Nemo, anciennement présidente-directrice générale de la revue Le Nouveau Détective. Cette dernière est en poste de 2009 à 2010. À cette date, Marie-Laure Jacquemond et Vincent Laarman quittent l'association. Depuis, la présidence de l'IPJ est assurée par Axelle Theillier.

## Actions

### Pétitions
En novembre 2011, l'association lance sur Internet une pétition intitulée « Pacte 2012 pour la Justice ». Cette pétition médiatique s'accompagne d'un appel à signature sous forme d'une vidéo de Joël Censier, père de la victime d'un meurtre, qui estime que la justice française a failli à son fils et laissé libre le criminel.
Elle est critiquée, notamment par le blogueur Maître Eolas qui y voit une manipulation des faits, des chiffres et des signatures, et qui raille un « compteur bidon ». À la suite d'une plainte de l'Institut pour la justice, Maître Eolas est condamné en première instance pour injure publique et diffamation avant d'être relaxé en appel le 1er février 2017 des faits de diffamation puis de voir sa condamnation pour injure publique annulée définitivement par la Cour de cassation le 8 janvier 2019,. Le Syndicat de la magistrature a également critiqué la pétition, de même qu'Alain Blanc, le président de l'Association française de criminologie.
L'association lance régulièrement des pétitions. En 2009, ses adhérents se sont mobilisés auprès de leur député contre les aménagements de peine de la loi pénitentiaire,,. En 2011, à la suite de l'affaire Laetitia Perrais, l'association a lancé sur Internet une pétition signée par plus de 300 000 personnes demandant davantage de fermeté vis-à-vis des récidivistes.

### Autres actions
En avril 2014, la requête en annulation pour excès de pouvoir, déposée au Conseil d'État par l'Institut pour la Justice, contre la circulaire de politique pénale de Christiane Taubira est rejetée.  
En décembre 2013, l'Institut pour la justice dépose un recours auprès du Premier ministre pour demander une meilleure indemnisation des avocats de parties civiles bénéficiant de l'aide juridictionnelle. L'association estime qu'il y a une « rupture d'égalité entre la rétribution versée aux avocats de la défense et celle des avocats œuvrant pour les victimes ».

### Affichage sauvage
En février 2022, l'association est mise en cause pour une campagne d'affichage sauvage dénonçant un prétendu laxisme de la justice en France.